# Chudney Gray
Chudney Gray (ur. 4 lutego 1978 na Bronksie w Nowym Jorku) – amerykański koszykarz, występujący na pozycjach rzucającego obrońcy lub niskiego skrzydłowego.
Ukończył Rice (N.Y.) High School. Potem występował w college’u St. John’s.
W 2000 reprezentował Chicago Bulls podczas letniej ligi NBA – Rocky Mountain Revue, rok później Memphis Grizzlies w trakcie Los Angeles Pro-Am Summer League. W 2005 zaliczył obóz Torono Raptors.
W sezonach 2004/2005 i 2005/2006 był zawodnikiem AZS-u Koszalin. W swoim pierwszym sezonie w Polsce w 12 meczach zdobył średnio 17 punktów, 6 asyst i 3 zbiórki na mecz, a w sezonie 2005/2006 w 23 meczach średnio 23,3 punktu, 5,8 asysty i 4,6 zbiórki na mecz.

## Osiągnięcia
Na podstawie, o ile nie zaznaczono inaczej.
NCAA
- Uczestnik:
  - rozgrywek Elite 8 turnieju NCAA (1999)
  - turnieju NCAA (1998–2000)
- Mistrz turnieju konferencji Big East (2000)

Drużynowe
- Wicemistrzostwo USBL (2004)
- Zdobywca Pucharu Cypru (2001)

Indywidualne
- MVP:
  - meczu gwiazd PLK (2006)[3]
  - USBL (2004)
- Debiutant Roku USBL (2000)
- Uczestnik meczu gwiazd PLK (2006)[3]
- Zaliczony do:
  - I składu:
    - USBL (2004)
    - debiutantów USBL (2000)
- Lider strzelców PLK (2006)[4]

## Statystyki podczas występów w PLK
- Sezon 2004/2005 (AZS Koszalin): 13 meczów (średnio 21,7 punktu, 4 zbiórki oraz 5,6 asysty w ciągu 34,5 minuty)
- Sezon 2005/2006 (AZS Koszalin): 23 mecze (średnio 23,3 punktu, 4,7 zbiórki oraz 5,8 asysty w ciągu 36,4 minuty)